# Egfrido de Northumbria
Egfrido (también escrito Ecgfrith /'edʒfriθ/ o Egfrid; c. 645-20 de mayo de 685) fue rey de Northumbria desde el año 670 hasta su muerte. Gobernó Northumbria cuando estuvo en su apogeo, pero su reino terminó con una desastrosa derrota en la cual perdió la vida.

## Biografía
Egfrido fue hijo de su predecesor como rey, Oswiu de Northumbria. Beda nos cuenta en su Historia Eclesiástica de la Gente Inglesa, que Egfrido fue tomado como rehén "en la corte de la reina Cynwise en la provincia de los Mercias" en los tiempos de la invasión de Northumbria por Penda de Mercia en el año 654 o 655. Penda, sin embargo, fue derrotado y murió en la Batalla de Winwaed, a manos de los northumbreses al comando de Oswiu, una victoria que expandió considerablemente el poder y territorio de Northumbria.
Egfrido fue nombrado Rey de Deira, un subreino de Northumbria, en 664, y se convirtió en rey de Northumbria después de la muerte de su padre el 15 de febrero de 670. Se casó con Eteldreda de Ely, hija de Ana de Anglia Oriental, en 660; sin embargo, ella eligió el hábito poco después de que Egfrido hubiera ascendido al trono, algo que posiblemente ocasionó el largo conflicto con Wilfrido, el Arzobispo de York. Egfrido se casó por segunda vez con Eormenburga, antes de 678, el año en el que expulsó a Wilfrido de su reino.
A principios de su reino derrotó a los Pictos, que se habían alzado en armas, y creado el subreino de Lothian. En 674, Egfrido derrotó a Wulfhere de Mercia y capturó el Reino de Lindsey. En 679, luchó contra la Mercia de Etelredo (casado con Osthryth, hermana de Egfrido) en el río Trent. Elfwine, hermano de Egfrido, murió en combate, y la provincia de Lindsey fue cedida cuando la paz fue restaurada por intercesión de Teodoro de Tarsus.
En 684, Egfrido mandó una expedición a Irlanda a cargo del general Berht, que no parece que no tuviera éxito, ya que ningún terreno irlandés fue conquistado por los anglosajones. Pero los hombres de Egfrido pudieron saquear aldeas llevando esclavos y tesoros de regreso a casa. En 685, en contra de las advertencias de Cuthbert de Lindisfarne, dirigió una expedición contra de pictos, mandados por su primo Bruide mac Bili, y fue engañado en una retirada falsa que le llevó hasta una trampa donde su ejército fue sorprendido, y en la que murió. Esta confrontación, conocida como Batalla de Nechtansmere, debilitó el control de Northumbria en el norte, y Beda marca este punto como el principio del declive de Northumbria. Fue remplazado por su hermano ilegítimo, Aldfrido.
Egfrido parece haber sido el primer rey de Northumbria, y así mismo, el primer rey anglosajón, en haber instituido el penique de plata, el cual se convertiría en la moneda base de Inglaterra por varios siglos. Existieron monedas anglosajonas antes, pero éstas fueron raras de encontrar, la más común fue el chelín de oro, o "thrymsas", copiadas de modelos romanos. Los peniques, o "sceattas", fueron gruesos, hechos en moldes, posiblemente copiados de monedas merovingias, y fueron repartidas a gran escala.